# The Immaculate Collection
 (срп. Безгрешна колекција) је прва компилација највећих хитова поп певачице Мадоне издата 13. новембра 1990. године од стране Sire Records. Садржала је нове ремиксоване верзије њених највећих хитова између 1983. и 1990. године, као и две нове песме, Justify My Love и Rescue Me. То је Мадонин најпродаванији албум у САД (са 10 милиона продатих примерака) и њен најпродаванији албум на свету са преко 22 милиона продатих примерака.
У Уједињеном Краљевству је компилација продата у око 3,9 милиона примерака, што чини Мадону најуспешнијим женским извођачем у историји британске топ-листе.
1. јануара 1991. године изашао је бокс-сет под називом The Royal Box, који је садржао или касету/VHS или Сатенско CD паковање/VHS са додатним картицама и постером. VHS верзија је такође садржала и извођење песме Vogue са МТВ Видео Музичких Награда (познат по Мадонином приказу Марије Антоанете), који се није нашао на стандардном издању.

## Историја албума
Албум је посвећен "Папи, мојој божанској инспирацији“. Иако су медији спекулисали да је у питању посвети Папи Јовану Павлу II, касније се испоставило да је посвећен њеном брату, Кристоферу Чиконеу, коме је један од надимака баш "Папа“. Сам наслов компилације је такође био контроверзан у религијском смислу, јер се израз Immaculate Conception односи на Исусово безгрешно зачеће, па заправо назив компилације на неки начин мимикира тај израз.
Продукција албума је запажена по коришћењу Q-Sound технике, која у основи представља тродимензионално процесирање звука ради побољшања квалитета, и врхунске стерео репродукције. Све песме су ремиксоване на тај начин, осим две нове, од којих је Justify My Love касније добила свој Q-Sound микс на САД Макси-синглу.
Првобитни назив компилације требало је да буде Ultra Madonna, а омот албума инспирисан је паковањима женске козметике и хигијенских средстава из 30их и 40их година, како би се, према дизајнерима Џерију и Џону Хејдену, "добила женствена црта“.
Све песме на компилацији су ремиксоване од стране Шепа Петибона, заједно са Гохом Хотодом и Мајклом Хачисоном, а неке су такође и скраћене ради чувања простора на диску. Иако је Мадона поново снимила своје вокале за песму Lucky Star, та верзија није доспела на албум. Што се тиче Like A Prayer и Express Yourself, уместо оригиналних, искоришћени су денс миксеви тих песама, али са оригиналним вокалима.
Justify My Love је био први сингл са компилације, и привукао је огроман публицитет због експлицитног спота који је обиловао изразито сексуалним садржајем. Коаутори сингла били су и Лени Кравиц, као и позната песникиња Ингрид Чавез. Сингл је достигао #1 у САД, а други сингл, Rescue Me достигао је топ 10 током 1991. године.
Многи фанови су убрзо критиковали недостатке албума. Неки од најбољих Мадониних синглова нису се нашли на компилацији, а Like A Prayer и Express Yourself, које се по многима сврставају у њене најбоље песме, нашле су се ту у углавном непознатим миксевима, уместо у оним који су свима познати, са албума. Због свега овога, Warner Bros. је у УК и Европи издао Holiday Collection, EP који је садржао Holiday, True Blue, Who's That Girl у оригиналном миксу, као и Causing a Commotion - Silver Screen Single Mix. Реиздање сингла Holiday пропраћено је трећим уласком овог сингла на Британску топ-листу.
Крајем 90их, и након 20 милиона продатих примерака, Гинисова књига рекорда прогласила је ову компилацију за најпродаванију компилацију свих времена, и ставила је на листу међу ретке "албуме миленијума“. Rolling Stone га је сместио на #278 своје листе "500 најбољих албума свих времена“.

## Списак песама
| #   | Име | Трајање |
| --- | --- | ------- |
| 1.  | [] са албума Madonna Аутори: Кертис Хадсон, Лиса Стивенс Продуцент: Џон Џелибин Бенитез                         | 4:04    |
| 2.  | [] са албума Madonna Аутор: Мадона Продуцент: Реџи Лукас                                                        | 3:36    |
| 3.  | [] са албума Madonna Аутор: Реџи Лукас Продуцент: Реџи Лукас                                                    | 3:59    |
| 4.  | [] са албума Like a Virgin Аутори: Били Стајнберг, Том Кели Продуцент: Најл Роџерс                              | 3:11    |
| 5.  | [] са албума Like a Virgin Аутори: Питер Браун, Роберт Ранс Продуцент: Најл Роџерс                              | 3:53    |
| 6.  | [1990 Q-Sound Mix] са саундтрека за филм Writer(s): John Bettis, Jon Lind Producer(s): John "Jellybean" Benitez | 3:44    |
| 7.  | [] са албума Like a Virgin Аутори: Мадона, Стив Бреј Продуценти: Мадона и Стивен Бреј                           | 4:08    |
| 8.  | [] са албума True Blue Аутори: Мадона, Патрик Леонард Продуценти: Мадона и Патрик Леонард                       | 5:16    |
| 9.  | [] са албума True Blue Аутори: Брајан Елиот, Мадона (додатни стихови) Продуценти: Мадона и Стивен Бреј          | 4:09    |
| 10. | [] са албума True Blue Аутори: Мадона, Гарднер Кол, Питер Рафелсон Продуценти: Мадона и Патрик Леонард          | 3:49    |
| 11. | [] са албума True Blue Аутори: Мадона, Патрик Леонард, Брус Гајч Продуценти: Мадона и Патрик Леонард            | 3:48    |
| 12. | [] са албума Like a Prayer Аутори: Мадона, Патрик Леонард Продуценти: Мадона и Патрик Леонард                   | 5:49    |
| 13. | [] са албума Like a Prayer Аутори: Мадона, Стивен Бреј Продуценти: Мадона и Стивен Бреј                         | 4:02    |
| 14. | [] са албума Like a Prayer Аутори: Мадона, Патрик Леонард Продуценти: Мадона и Патрик Леонард                   | 3:52    |
| 15. | [] са албума I'm Breathless Аутори: Мадона, Шеп Петибон Продуценти: Мадона и Шеп Петибон                        | 5:17    |
| 16. | Аутори: Лени Кравиц, Ингрид Чавез, Мадона (додатни стихови) Продуценти: Лени Кравиц и Андре Бетс                | 5:00    |
| 17. | Аутори: Мадона и Шеп Петибон Продуценти: Мадона и Шеп Петибон                                                   | 5:31    |

## Синглови
| #  | Име             | Датум             |
| -- | --------------- | ----------------- |
| 1. |                 | 6. новембар 1990. |
| 2. |                 | 26. фебруар 1991. |
| 3. | (UK)            | 18. фебруар 1991. |
| 4. | (реиздање) (UK) | 4. јун 1991.      |

## Успех на топ листама
је увршћен на БМГ листу напродаванијих албума у САД као #10. 12. марта 2006. албум је поново ушао на британску листу након 15 година, као #38. У том тренутку Мадонин актуелни албум, Confessions on a Dance Floor, био је #13. Албум је оборио рекорд у Ирској: 2006. године се вратио на листу, као #21, нашавши се на ишој позицији од Confessions on a Dance Floor, који је тада био #95.

## Продаја
| Држава               | Највиша позиција на листи | Сертификација        | Продаја     |
| -------------------- | ------------------------- | -------------------- | ----------- |
| Аргентина            |                           | 6x Платинаст         | 240 000+    |
| Аустралија           |                           | 11x Платинаст        | 770 000+    |
| Аустрија             | 6                         | Платинаст            | 20 000+     |
| Бразил               |                           | 2x Платинаст         | 500 000+    |
| Канада               |                           | 7x Платинаст         | 700 000+    |
| Данска               | 4                         | Платинаст            | 40 000+     |
| Финска               | 6                         | 2x Платинаст         | 92 500+     |
| Француска            |                           | Дијамантски          | 1 000 000+  |
| Немачка              | 10                        | 3x Златан            | 750 000+    |
| Холандија            | 13                        | 3x Платинаст         | 300 000+    |
| Норвешка             | 14                        |                      |             |
| Шведска              | 8                         | Златан               | 50 000+     |
| Швајцарска           | 3                         | Платинаст            | 50 000+     |
| Уједињено Краљевство | 1                         | 12x Платинаст        | 3 600 000+  |
| САД                  | 2                         | Дијамантски          | 10 000 000+ |
| СВЕТ                 |                           | [ 13 ] [ 14 ] [ 15 ] | 22 000 000+ |

## Сарадници на албуму
погледати све претходне Мадонине студијске албуме
- Madonna (албум)
- Like a Virgin
- True Blue
- Like a Prayer
- I'm Breathless